# Histoire de la défense de Spa à travers les conflits armés

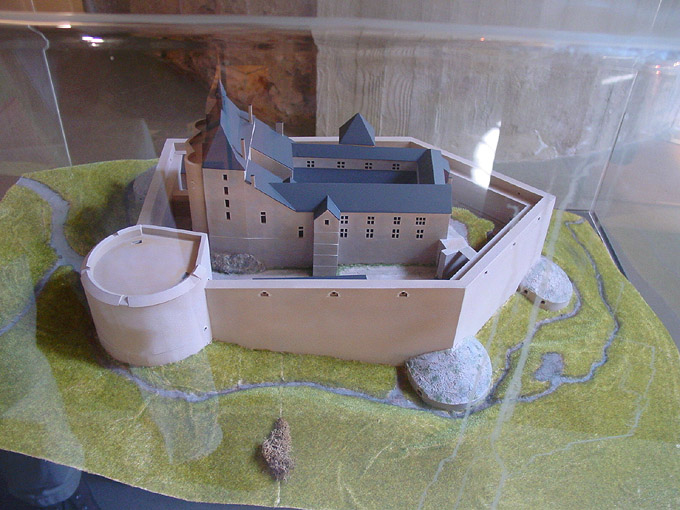
Château de Franchimont.

Depuis sa création, au XIVe siècle, au XXe siècle, le bourg, la cité puis la ville de Spa dut faire face aux agressions militaires et armées de l’histoire. Dès son développement au XVIe siècle de par ses eaux et les nobles bobelins européens qui s’y rendaient, sa sécurité et sa neutralité garantie au sein de la principauté de Liège, indépendante, acquéraient une importance primordiale pour ses attraits et avenir.
D’une politique de protection physique des bobelins au château de Franchimont voisin, puis de la cité par l’érection de murailles au XVIIe siècle, la ville est passée à celle d’une prévention chèrement acquise et négociée pour se protéger des conséquences collatérales des théâtres d’opérations européens les plus proches ; les Sauvegardes de Spa. Cette politique multilatérale avant-gardiste amena Spa à devenir le Café de l’Europe[réf. nécessaire]. La révolution liégeoise de 1793 balaya toute stratégie locale séculaire protégeant bobelins et habitants et fit place aux épisodes révolutionnaires et contre-révolutionnaires puis au régime napoléonien et à celui des princes d’Orange.
L’indépendance belge de 1831 et sa neutralité, créa un nouveau cadre de défense et de neutralité. La Belgique fut protégée de la guerre de 1870. Las, les deux guerres mondiales, touchèrent Spa comme nombre d’autres villes avec la particularité que Spa fut lors de la Grande Guerre un des centres de convalescence allemand les plus importants de 1914 à 1917, le Grand Quartier Général du Kaiser Guillaume II l’année 1918 est le dernier lieu où il résida lors de la capitulation. La conférence de Spa de 1920, est célèbre dans celles qui traitèrent des réparations dues aux Alliés.
La Seconde Guerre mondiale vit Spa occupée par les allemands mais échappa à la bataille des Ardennes en 1945 qui s’arrêta heureusement juste à ses portes. Soixante-deux Spadois donnèrent cependant leur vie au Champ d'honneur, au poteau d'exécution ou dans les bagnes nazis. Le 10 septembre, la première Armées des États-Unis commandée par le Général Hodges libère Spa. 
La ville d’eau et ses habitants accueillent depuis les amateurs de thermalisme, de sports physiques ou de sports moteurs, les promeneurs ou les vacanciers de toutes nationalités en toute quiétude dans le cadre européen qui a toujours été le sien. Sans aucun lien de cause à effet, le Quartier Jacques de Dixmude du Régiment d’élites 12/13e de Ligne, Prince Léopold s’est établi à Spa depuis 1968.
Depuis 1945, Spa connaît plus de soixante années de paix, une première dans son histoire sept fois centenaire.